# 幸福ゆき
『幸福ゆき』（こうふくゆき）は、1975年4月8日から同年9月23日までTBS系列局で放送されていたテレビドラマである。大映テレビとTBSの共同製作。全25話。放送時間は毎週火曜 19:00 - 19:30 （日本標準時）。

## 概要
前番組『家なき子』から引き続き坂口良子を主役に起用した作品。前作は松竹との共同製作だったが、本作で大映テレビとの共同製作に戻った。
関西地区（近畿広域圏）においては、1975年3月31日に行われたいわゆる腸捻転の解消により、前作までのネット局だった朝日放送に替わって本作から毎日放送がネットするようになった。

## ストーリー
松井ジュンとミチルの姉妹は、北海道で両親とともに暮らしていた。だがある日、父・猛が無実の罪で殺人犯の汚名を着せられ、真犯人を求めて逃亡。母・幾代は心労が重なって急死し、姉妹は唯一の親族である東京で製作所を経営する伯父・安吉を頼って上京したものの、安吉はもとより、安吉の妻である伯母の初江、その娘の奈々をはじめとする東京の人々からも冷たい仕打ちを受ける。一時は味方になった人々も、執拗にジュンを追う刑事から事情を聞かされ、ジュンから遠ざかることがあった。
しかし、辛い日々の中でも父の無実を信じ続けるジュンの姿に、冷たい態度を取り続けた安吉や奈々も姉妹に理解を示すようになった。また、警察の側でも父の容疑に疑問を示す刑事が現れ、警察と父本人の双方が真犯人を追い詰め始めた。そして最後までジュンを嫌い続けていた初江や工場長の佐久間も、ジュンの真意を理解して和解した。真犯人を追うジュン一同と刑事と父は、それぞれの手がかりから真犯人を追って九州へ向かう。

## キャスト
- 松井ジュン：坂口良子
- 松井ミチル：池田恭子
- 松井猛：御木本伸介
- 松井幾代：北沢典子
- 松井安吉：穂積隆信
- 松井初江：馬渕晴子
- 松井奈々：青島美幸
- 慎平（松井製作所の従業員）：佐藤祐介
- 大助（慎平の弟）：西川和孝
- 岡村（慎平の高校の教師）：藤巻潤
- 佐久間（松井製作所工場長）：江幡高志
- 滝村刑事：高城淳一

## スタッフ
- プロデューサー：野木小四郎（大映テレビ）、原弘男（TBS）
- 脚本：長野洋
- 音楽：菊池俊輔
- ナレーター：篠原大作
- 監督：帯盛迪彦、湯浅憲明 ほか
- 制作：大映テレビ、TBS

## 主題歌・挿入歌
主題歌
- 「幸福ゆき」（歌：坂口良子）
  - 作詞：たかたかし／作曲・編曲：菊池俊輔

挿入歌
- 「こんにちわさようなら」（歌：坂口良子）
  - 作詞：たかたかし／作曲・編曲：菊池俊輔

日本コロムビアからレコードが発売された。

## 放送日程
| 話数 | 放送日 （1975年） | サブタイトル           | ゲスト                                                                     |
| ---- | ----------------- | ---------------------- | -------------------------------------------------------------------------- |
| 1    | 4月8日            | かなしい旅立ち         | 医師：佐野哲也、三重街恒二                                                 |
| 2    | 4月15日           | 小さな友だち           | 刑事：汐見直行                                                             |
| 3    | 4月22日           | 父からの手紙           | 高丸令子：稲野和子                                                         |
| 4    | 4月29日           | つかのまの再会         |                                                                            |
| 5    | 5月6日            | ミチルの家出           |                                                                            |
| 6    | 5月13日           | 入院費をどうしよう？   |                                                                            |
| 7    | 5月20日           | 妹よ、さようなら…      |                                                                            |
| 8    | 5月27日           | 母さんの方がいい!!     |                                                                            |
| 9    | 6月3日            | 真犯人はあの人だ!!     |                                                                            |
| 10   | 6月10日           | お父さん逃げて         | 刑事：夏木章                                                               |
| 11   | 6月17日           | 涙なんか捨てッちゃえ！ | 旅館の女将：近松麗江                                                       |
| 12   | 6月24日           | 自分の足で歩け！       | 近松麗江、チエ子：橋本美佳、チエ子の母・雪江：榊ひろみ                     |
| 13   | 7月1日            | 辛くなんかないッ！     | 八百屋・橋本：橋本功、吉村医師：松下達夫、圭一：尾美利徳                   |
| 14   | 7月8日            | お金に弱い大人たち     | 和代：岡田まゆみ、和代の父：小川真司                                       |
| 15   | 7月15日           | 今度こそ父に！         | 支配人・北川：二瓶正也、哲也：南条弘二、車掌：水橋和夫                     |
| 16   | 7月22日           | 愛の灯を消すな！       | 北林：富田浩太郎、明：和田晶                                               |
| 17   | 7月29日           | 負けてたまるか         |                                                                            |
| 18   | 8月5日            | 泥棒と猿まわし         | 万次郎：坂本新兵                                                           |
| 19   | 8月12日           | 信じてッ父さんを！     | 婦警・直子：安西マリア                                                     |
| 20   | 8月19日           | しん平君の縁談？       | 石山信子：竹井みどり、信子の父・巌：江見俊太郎、信子の交際相手・弘：川口厚 |
| 21   | 8月26日           | いじわる娘の家出作戦   | 奈々の友人・克己：真夏竜                                                   |
| 22   | 9月2日            | 私の血をあげて！       |                                                                            |
| 23   | 9月9日            | 父をたずねて海の旅     |                                                                            |
| 24   | 9月16日           | さらわれたミチル！     |                                                                            |
| 25   | 9月23日           | 幸福への出発！         | 水谷：井上博一                                                             |

ゲスト出演者は、『福島民報』福島民報社、1975年4月8日 - 同年9月23日付のラジオ・テレビ欄より。